# KELT-11b
KELT-11b é um exoplaneta que orbita a estrela HD 93396 na constelação de Sextans. O planeta é 40% maior que Júpiter e possui 20% de sua massa, fazendo com que sua densidade seja de 0,093 g/cm³, próxima à do poliestireno (0,05 g/cm³). Isso ocorre devido a proximidade à sua estrela, fazendo com que sua atmosfera atinja a temperatura de 1 400 °K, causando a sua expansão.